# Heiko Becker

Heiko Becker

Heiko Becker (* 1954 in Gießen) ist ein deutscher Kommunikationsdesigner und Grafiker aus Darmstadt.

## Leben und Wirken
Nach der Schriftsetzerlehre bei der Allgemeinen Zeitung in Gießen begann Becker 1977 das Studium des Kommunikationsdesigns an der Hochschule Darmstadt. Sein Studium als Kommunikationsdesigner schloss er 1981 erfolgreich ab.
Nach dem Studium arbeitete Heiko Becker als Junior Art Director bei Young & Rubicam und anschließend als Art Director bei Lürzer, Conrad und Leo Burnett in Frankfurt am Main. In der Zeit von 1983 bis 1996 war Becker als Dozent für Typografie, Illustration und Computergrafik an der Hochschule Darmstadt tätig und hatte Lehraufträge für Typografie an der FH Wiesbaden.
Seit 1996 arbeitet Heiko Becker in Darmstadt als selbständiger Kommunikationsdesigner. Die Schwerpunkte seiner Arbeit liegen in den Bereichen Corporate Identity, Entwicklung von Logotypes, Marketing- und Gestaltungskonzepte, Konzeption, Design und Realisierung von Ausstellungen wie „Architektur, Design und Lehre“ für das Institut für Neue Technische Form, Darmstadt. Becker ist mit seiner Agentur für Mediendesign – Lichtenberg UG im Darmstädter Martinsviertel ansässig.

## Illustrationen und Fachbeiträge
- „Holzspielzeug“ Hochschule Darmstadt, 1980
- „Brigitte“ Gruner und Jahr, Hamburg, 1986
- „Die Soft“ Application Systems, Heidelberg, 1987
- „PAGE“ Page Verlag, Ulm, 1990
- „HP Swing“ Hewlett Packard Deutschland, 1990
- „Design im Dialog“ Hochschule Darmstadt, 1991
- „Internationales Jahrbuch der Plakatkunst“ Graphis Press, Zürich, 1992
- „Architektur – Industriedesign – Lehre“ Prof. H.W. Brüning, Stuttgart, 1999
- „Handbuch der Farbe“ DuMont, Köln, 2001
- „Growing Graphics“ Index Book, Barcelona 2009

## Auszeichnungen
- 1992: Graphis Poster Award mit einer Arbeit für die Agentur Bäulich
- 2001: TeleMediaCard Award mit einer Arbeit für die PSD Bank Hessen-Thüringen eG